# Holger Müller (Komiker)

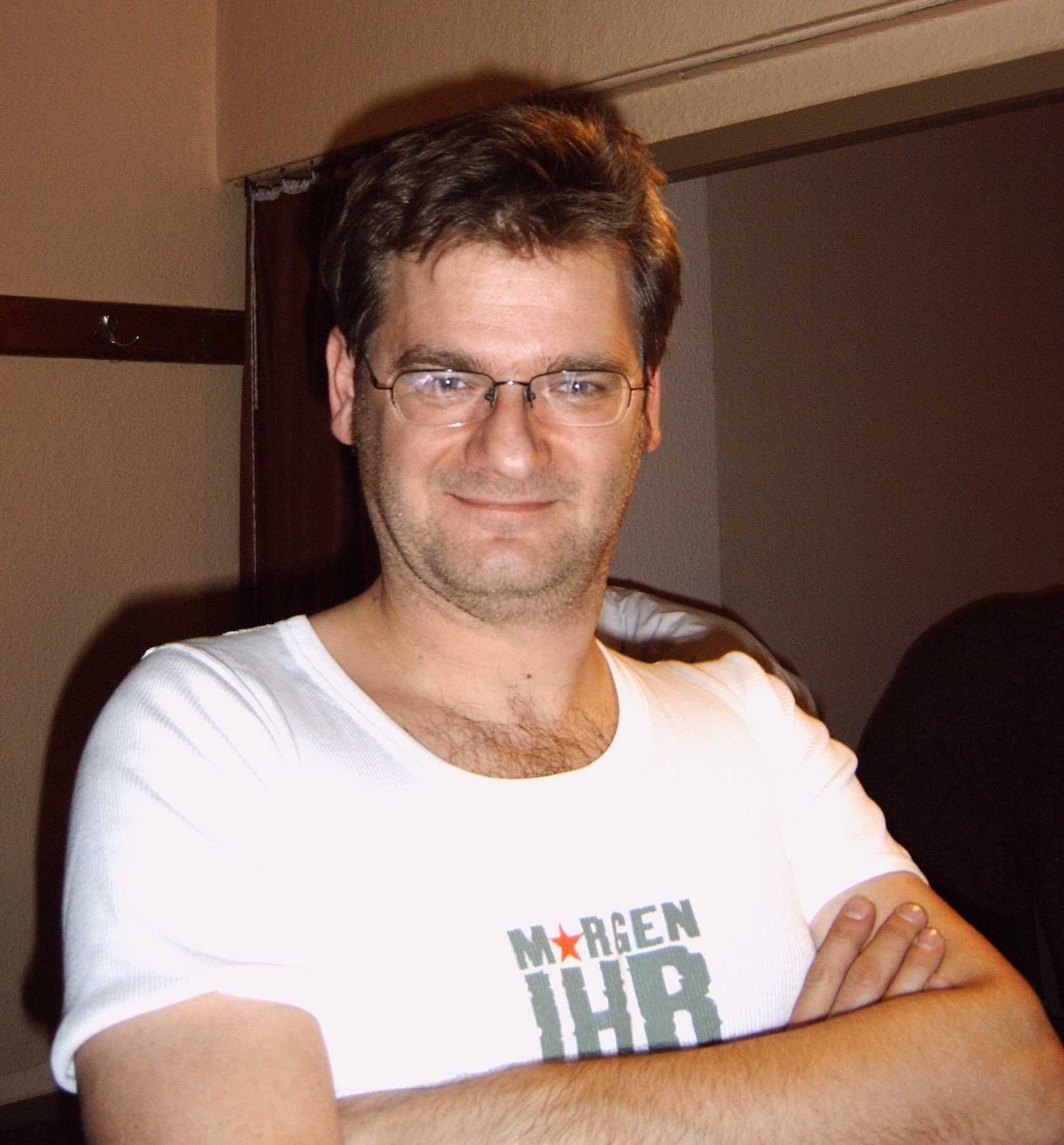
Holger Müller nach der Show Les Hot Banditos am 9. Dezember 2005

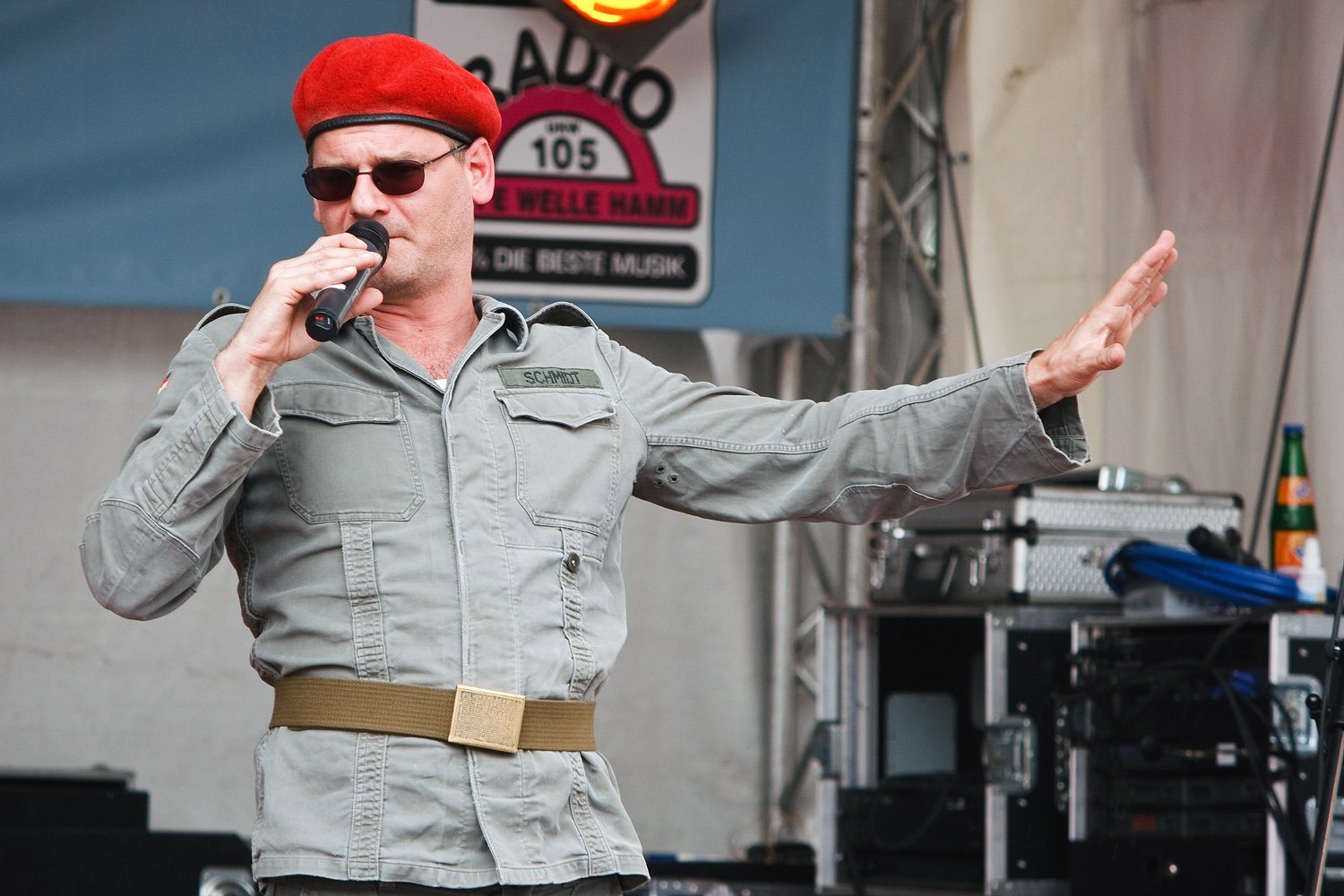
Holger Müller alias Ausbilder Schmidt auf der Comedy-Bühne, NRW-Tag Hamm, 27. Juni 2009

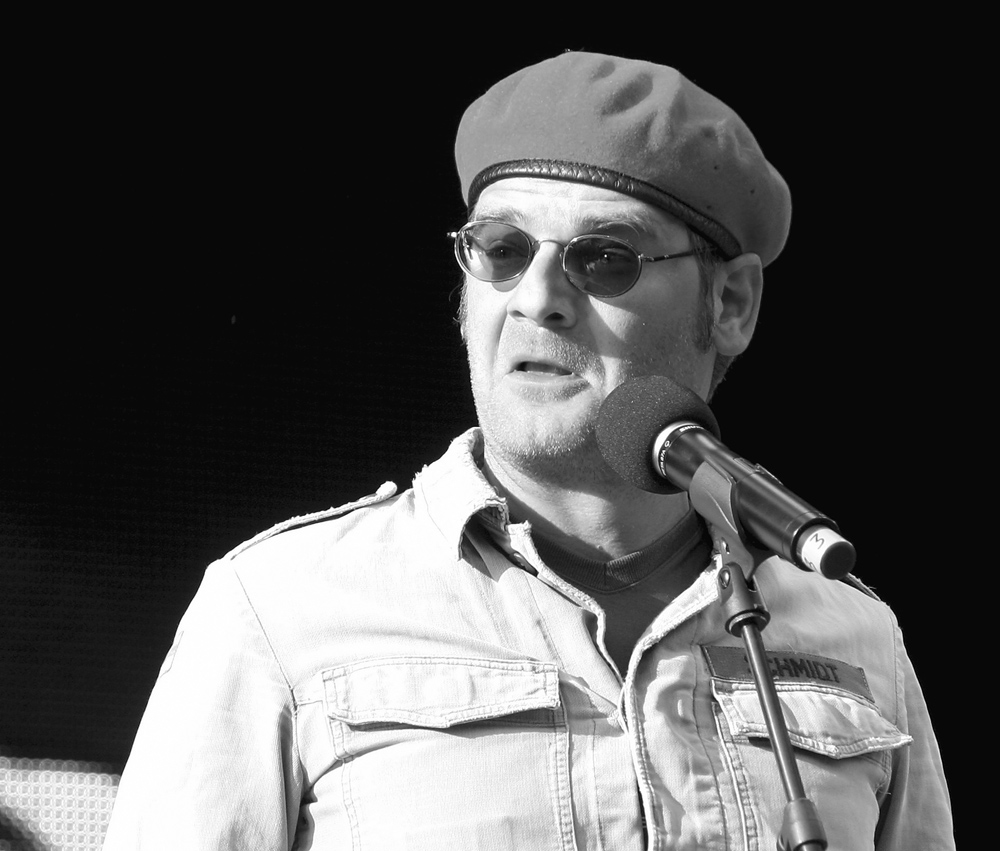
Müller in der Rolle Ausbilder Schmidt (2006)

Holger Müller (* 13. Februar 1969 in Idar-Oberstein) ist ein deutscher Komiker und Schauspieler, der in erster Linie durch die von ihm verkörperte Figur Ausbilder Schmidt bekannt ist.

## Werdegang
Holger Müller leistete 1989 seinen 15-monatigen Grundwehrdienst bei der Luftwaffe. Er war Vertrauensmann der Mannschaften und erreichte den Enddienstgrad Obergefreiter.
Im Mai 1994 gründete er die Comedytruppe Les Hot Banditos. Mit einigen Freunden gründete Müller 1997 die Kleinkunstbühne Theaterchen in Idar-Oberstein. Nachdem er 1999 seinen Abschluss an der Köln Comedy Schule gemacht hatte, schuf er seine Comedyfigur „Ausbilder Schmidt“, durch die er einer breiten Öffentlichkeit bekannt wurde, und die er seither im Fernsehen, auf Bühnen sowie im Radio verkörpert.
Als Ausbilder Schmidt tritt er in einer ausgewaschenen, etwas eng sitzenden, alten, olivfarbenen Bundeswehruniform auf, auf deren Namensschild früher paradoxerweise der Name „Müller“ statt „Schmidt“ stand – sie gehörte zur Ausrüstung von Holger Müllers älterem Bruder, einem Bundeswehr-Reservisten; heute steht auf dem Namensschild „Schmidt“. Im Film von 2008 Morgen, ihr Luschen! Der Ausbilder-Schmidt-Film und in früheren Auftritten trug er auf seinem korallenroten Barett das Artillerieabzeichen. In neueren Auftritten trägt er das Barett ohne Abzeichen. Wenn er mit Dienstgrad-Schulterklappen auftritt, dann als Stabsunteroffizier. Sein Publikum begrüßt er mit dem gebrüllten Spruch „Morgen, ihr Luschen!“, den dieses mit den Worten „Morgen, Chef!“ erwidert.
Als Ausbilder Schmidt brachte Holger Müller bislang vier CDs heraus: die Erste trägt den Titel Morgen ihr Luschen!, die zweite Blümchensex. Anfang 2008 erschien die CD Drecksack, 2010 schließlich Zum Brüllen komisch.
2008 erschien Holger Müllers erster Kinofilm Morgen, ihr Luschen! Der Ausbilder-Schmidt-Film. Im Jahr 2009 lief sein viertes Soloprogramm Zum Brüllen komisch an. Im Sommer 2009 eröffnete der Komiker seine eigene Kleinkunstbühne „Sehr kleines Haus“ in Pilsum Ostfriesland. Ein weiteres Album wurde im Frühjahr 2010 veröffentlicht.
Im August 2010 machte er im Rahmen der Truppenbetreuung eine Show beim Bundeswehreinsatz in Afghanistan (Masar-e Scharif und Kundus).

## Kabarettprogramme
- 2004: Ausbilder Schmidt Show
- 2006: Ruck Zuck
- 2007: Er kam, sah und brüllte
- 2009: Zum Brüllen komisch
- 2012: Happy Birthday du Lusche
- 2014: Schlechten Menschen geht es immer gut!
- 2016: WeltFRIEDEN – notfalls mit Gewalt –
- 2018: Die Lusche im Mann
- 2020: Schackeline, fahr’ mal den Panzer vor
- 2024: Unkraut vergeht nicht

## Veröffentlichungen

### Alben
- 2003: Morgen ihr Luschen!
- 2005: Blümchensex
- 2008: Drecksack
- 2010: Zum Brüllen komisch

### Bücher
- 2006: Das Handbuch für Luschen: Vom Weichei zum Mann.

### Software
- 2011: iPhone App – Ausbilder Schmidt

## Filmografie
- 2008: Morgen, ihr Luschen! Der Ausbilder-Schmidt-Film